# Stibaractis habrostola
Stibaractis habrostola là một loài bướm đêm trong họ Geometridae.